# Guro Fjellanger
Guro Fjellanger (født 26. januar 1964 i Bergen - 16. april 2019) var en norsk politiker (V). Fra 1986 til 1988 var hun leder af Unge Venstre. Hun var næstformand i Venstre fra 1996 til 2000 og miljøminister i Regeringen Kjell Magne Bondevik I fra 1997 til 2000. Fjellanger blev fra oktober 2007 medlem i Oslo bystyre, og sidder i Transport- og miljøkomiteen.
Guro Fjellanger blev født i Bergen, men voksede op i Stokmarknes. Hun blev født med rygmarvbrok (spina bifida), som har medført lammelser i benene, så hun har måttet gå med krykker hele livet. Hun er uddannet guldsmed, og har grundfag i idéhistorie. Da hun flyttede til Oslo som 19-årig blev hun aktiv i Unge Venstre. Hun var organisationssekretær 1985 – 1986, og leder 1986 – 1988. 1991 – 1995 var hun generalsekretær i Nei til EU. I 1996 blev hun næstformand i Venstre. Fra januar 2003 til november 2004 var hun leder for Senter mot etnisk diskriminering.
Som miljøværnsminister underskrev hun i 1999 Kyotoaftalen for Norge.